# Матанцев, Евгений Валерьевич
Евгений Валерьевич Матанцев (укр. Євгеній Валерійович Матанцев; 10 января 2006) — украинский игрок в настольный хоккей, чемпион мира 2023.

## Биография
С настольным хоккеем познакомился в возрасте 5 лет благодаря отцу Валерию Николаевичу Матанцеву (р. 1972), также игравшему в хоккей, но без особых успехов. У Евгения есть младший брат Артём (р. 2007), также хоккеист.
В рейтинговых турнирах выступает с 2013 года. Дебютировал 28 апреля в рамках чемпионата Одессы, заняв 15 место среди 17 участников. В 2014 году выступил на чемпионате Европы в Риге, где принял участие в юношеском и детском (до 13 лет) разрядах. Занял второе место в детском разряде, проиграв в финале россиянину Дмитрию Афонину. В 2015 году в Санкт-Петербурге дебютировал во взрослом разряде чемпионата мира, заняв 73 место в личных соревнованиях и 7 в составе сборной Украины. На следующем чемпионате мира в 2017 году в личном разряде занял уже 17 место, а также стал бронзовым призёром в командном турнире. На чемпионате мира в белорусских Раубичах в 2019 году пробился в полуфинал, где со счётом 1:4 проиграл будущему чемпиону Максиму Борисову, а позже уступил также в матче за третье место, проиграв россиянину Арсению Столярову 2:3. Его соотечественник Антон Уманский занял на турнире второе место, став первым призёром чемпионата мира из Украины. В 2021 году в Таллине Матанцев снова проиграл в полуфинале будущему чемпиону, россиянину Янису Галузо (0:4), но в матче за третье место смог победить украинца Алексея Корабеля (3:1). В 2023 году 17-летний Матанцев стал первым чемпионом мира из Украины, победив на турнире в норвежском Брюне, где в финальном противостоянии переиграл игрока из Латвии Райнерса Калныньша со счётом 4:2. При этом российские игроки до турнира допущены не были.

## Достижения

### Личные
| Турнир         | 2015 | 2017 | 2019 | 2021 | 2023 |
| Чемпионат мира | 73   | 17   | 4    | 3    | 1    |

| Турнир           | 2016 | 2018 | 2022 | 2024 |
| Чемпионат Европы | 17   | 15   | 10   | 4    |

- Чемпион Украины[13]: 2017/18, 2022/23
  - Серебряный призёр: 2018/19, 2020/21
- Победитель Кубка Украины: 2017, 2018
- Победитель Swedish Masters: 2024
- Победитель Кубка Таллина: 2023, 2024
- Победитель Германия оупен: 2024
- Победитель Базель оупен: 2024
- Чемпион мира (юнош.): 2021, 2023
- Чемпион мира (до 13 лет): 2017
- Чемпион Европы (юнош.): 2022
- Чемпион Европы (до 13 лет): 2016, 2018

### Командные
Сборная Украины
- Серебряный призёр чемпионата мира (3): 2019, 2021, 2023
- Бронзовый призёр чемпионата мира: 2017
- Чемпион Европы: 2024

«Девятый вал»
- Чемпион Украины: 2018
- Серебряный призёр: 2015/16

«GoldYoungsters»
- Серебряный призёр: 2021

«Лисови Хащи»
- Бронзовый призёр чемпионата России: 2018